# Musa Barrow
Musa Barrow (* 14. November 1998 in Banjul) ist ein gambischer Fußballspieler. Der Stürmer steht bei al-Taawoun in der Saudi Professional League unter Vertrag und ist A-Nationalspieler.

## Karriere

### Verein
Barrow wechselte 2016 zu Atalanta Bergamo aus Gambia, wo er für die Hawks Banjul spielte. Bei seinem ersten Auftritt im Jugendteam für Atalanta erzielte er zwei Treffer als Mittelfeldspieler. Er trat der ersten Mannschaft im Jahr 2018 bei, nachdem er in 15 Spielen für die Jugend 19 Tore geschossen hatte. Barrow debütierte für Atalanta bei der 0:1-Niederlage in der Coppa Italia gegen Juventus Turin am 30. Januar 2018. Er gab sein Debüt in der Serie A für Atalanta beim 1:1 gegen den FC Crotone am 10. Februar 2018. Sein erstes Tor erzielte er bei einem 3:0-Auswärtssieg bei Benevento Calcio am 18. April 2018.
Mitte Januar 2020 wechselte Barrow auf Leihbasis von Atalanta zum FC Bologna, wobei eine Kaufverpflichtung in Höhe von rund 13 Mio. Euro vereinbart wurde, die zur Saison 2021/22 griff.
Am 5. September 2023 gab der saudi-arabische Erstligist al-Taawoun die Verpflichtung von Barrow bekannt, bei dem er einen Dreijahresvertrag unterzeichnete.

### Nationalmannschaft
Barrow machte sein erstes Spiel für die gambische Nationalmannschaft am 8. September 2018 beim 1:1 gegen Algerien in einem Qualifikationsspiel für die Afrikameisterschaft.